# Unix Desktop Environment
Unix Desktop Environment (UDE) es un entorno de escritorio para sistemas operativos basados en Unix, como GNU/Linux y FreeBSD, cuya primera versión fue publicada en 1998. Su aplicación clave es el gestor de ventanas uwm (UDE Window Manager o Ultimate Window Manager).

## Descripción
El concepto de interacción entre hombre y computadora de UDE difiere sustancialmente de otros entornos de escritorio como KDE, GNOME o Microsoft Windows, siendo el único gestor de ventanas con algunas características similares Metisse, que recién fue publicado en 2007. En UDE, no existen los íconos en el escritorio, ya que todas las acciones pueden realizarse desde cualquier punto de la pantalla con clics en el botón de mouse correspondiente. El Menú Inicio, por ejemplo, en la versión estándar se activa con el botón derecho del mouse. Además fue el primer entorno que usa la tecnología del pie menu: un menú circular que aparece alrededor del cursor del mouse y con el que se pueden realizar acciones como maximizar, minimizar o cerrar una ventana y cambiar entre escritorios virtuales.
Otra particularidad de UDE es que no usa bibliotecas como GTK+ o Qt, en las que están basados entornos como KDE y GNOME, sino que se conforma con las bibliotecas estándar del X Window System (Xlibs). Por lo tanto, es extremamente rápido y estable.

## Desarrollo
La primera versión del gestor de ventanas uwm se publicó en 1998, y desde la versión 0.2.5-beta (2000) el proyecto se encuentra en el sitio web Sourceforge.net. A partir de la versión 0.2.8 (2002) el gestor de ventanas es marcado como estable, las versiones anteriores están marcadas como beta. El proyecto tuvo una larga pausa en su desarrollo entre 2006 (versión 0.2.9b) y 2010, cuando se publicó la versión más reciente (0.2.10). La principal novedad de la versión 0.2.10 es que el menú circular permite íconos de cualquier tamaño y forma.